# Marosdécse
Marosdécse település Romániában, Erdélyben, Fehér megyében.

## Fekvése
Tordától délre, a Maros jobb partján fekvő település.

## Története
A falu és környéke ősidők óta lakott hely volt. Az itt felszínre került eszközök és használati tárgyak, ékszerek a kései kőkorszakból származnak és sajátosan egyedi kultúrára vallanak, amiért az itt talált leleteket a szakirodalom marosdécsei kultúraként tartja számon.
Árpád-kori település, nevét 1299-ben Gwecha néven, mint Miriszló határosát említette először oklevél.
1339-ben és 1355-ben p. Deyche, 1398-ban nobiles de 1500 p. Deche néven írták.
1514-ben p. Decheh néven Décsei vagy Décsai-birtok volt, és a Décsei családé maradt egészen az 1700-as évekig, amikor a Bethlen Kollégium birtoka lett.
1910-ben 883 lakosából 485 magyar, 9 német, 320 román, 69 cigány volt. Ebből 291 görögkatolikus, 482 református, 95 görögkeleti ortodox volt.
A trianoni békeszerződés előtt Torda-Aranyos vármegye Felvinczi járásához tartozott.

## Híres emberek
- Itt született 1886-ban Varga Zsigmond teológus, szumirológus, bölcsészprofesszor.
- Itt született 1929-ben Turzai Mária történész.